# تريستان أولوا
تريستان أولوا هو ممثل، كاتب ومخرج إسباني ولد في 6 مايو 1970.

## روابط خارجية
- تريستان أولوا على موقع IMDb (الإنجليزية)
- تريستان أولوا على موقع ألو سيني (الفرنسية)
- تريستان أولوا على موقع أول موفي (الإنجليزية)
- تريستان أولوا على موقع قاعدة بيانات الأفلام السويدية (السويدية)
- تريستان أولوا على موقع قاعدة بيانات الفيلم (الإنجليزية)
- تريستان أولوا على موقع كينوبويسك (الروسية)